# AN/UYK-14
AN/UYK-14 — стандартный компьютер для самолётов и вертолётов ВМС США с 1976 года. Выпускался Control Data Corporation. Также используется на кораблях и подводных лодках, когда применение более мощного компьютера (AN/UYK-20) нецелесообразно.